# Louis Aragon
Louis Aragon (Parigi, 3 ottobre 1897 – Parigi, 24 dicembre 1982) è stato un poeta e scrittore francese, tra i fondatori del movimento surrealista e membro dell'Académie Goncourt. Fu inoltre impegnato politicamente, aderendo al Partito Comunista Francese.

## Biografia
Scrittore e poeta, nacque e visse a Parigi. Allo scoppiare della guerra conobbe André Breton, a cui lo unì una comune passione letteraria per i "poètes maudits". Nel 1917, avviatosi agli studi di medicina, venne richiamato come medico ausiliario. Insieme con Breton e Philippe Soupault iniziò a scrivere per alcune riviste d'avanguardia interessandosi alla stampa socialista d'opposizione alla guerra.
Nel 1919 Aragon, conscient d'appartenir à une génération nouvelle, si riconobbe nel movimento Dada e, con Breton e Soupault, pubblicò la rivista "Littérature". Nel 1924 fu uno dei fondatori del movimento surrealista insieme con André Breton e Soupault. Dal 1925 al 1927 collaborò alla rivista "Clarté" e, insieme con i Clartéiste e il Groupe Philosophies, scrisse il manifesto La Révolution d'abord et toujours, che apparve contemporaneamente su Clarté e La Révolution Surrealiste, rivista del movimento.
Nel 1927 aderì, insieme con alcuni membri del gruppo surrealista, al Partito Comunista Francese, al quale rimase fedele fino alla morte (gli dedicò alcune poesie, tra le quali una a Maurice Thorez e l'Ode au Guépéou). Assunse spesso posizioni autonome nei confronti dell'URSS e di Breton dal quale fu per questo espulso dal gruppo surrealista; in particolare a partire dagli anni cinquanta si dimostrò più critico verso lo stalinismo. La sua poesia fu ampiamente ispirata, dopo gli anni quaranta, all'amore per sua moglie, Elsa Triolet, di origini russe, anch'ella poetessa, da lui incontrata nel 1928 e sposata nel 1939, sorella di Lilja Brik, musa ispiratrice di Majakovskij.
La sua opera riporta inoltre, in filigrana, la segreta ferita di non essere stato riconosciuto da suo padre, Louis Andrieux, diplomatico e prefetto, di trent'anni più anziano di sua madre. Quest'ultima, per preservare l'onore della sua famiglia e del suo amante, fece passare Aragon per il figlio adottivo di sua madre e Andrieux per il suo padrino. Egli evocò quello che fu il dramma segreto della sua vita in una piccola raccolta di poesie intitolata Domaine Privé. Fu inoltre, con Robert Desnos, Paul Éluard, Jean Prévost, Jean-Pierre Rosnay e alcuni altri, tra i poeti che si schierarono risolutamente, durante la seconda guerra mondiale, a favore della resistenza contro il nazismo tedesco. Fu questo l'oggetto di un'altra profonda ferita: la rottura con il suo amico Pierre Drieu La Rochelle che, dopo aver "esitato tra comunismo e fascismo" (cfr. Une femme à sa fenêtre), si rivolse verso il nazismo: una sorta di suicidio, che lo spinse a darsi per davvero la morte alla liberazione della Francia. Tra questi due scrittori esistono alcune "opere incrociate": Gilles e Aurélien.
Aragon e sua moglie, Elsa Triolet, collaborarono con la stampa francese di sinistra prima e durante la seconda guerra mondiale, agendo in clandestinità durante l'occupazione nazista. Durante l'occupazione tedesca della Francia nella seconda guerra mondiale, scrisse per la casa editrice clandestina Les Éditions de Minuit. Una famosa poesia di Aragon è L'affiche rouge (Il manifesto rosso), nella quale omaggiò gli stranieri che morivano combattendo per la Francia. Era una risposta alla propaganda nazista tramite manifesti incollati nelle strade, soprannominata «L'Affiche rouge», che mirava a convincere il popolo francese che il movimento di resistenza era composto da stranieri, principalmente ebrei, che facevano gli interessi della Gran Bretagna e dell'Unione Sovietica.
Dopo la morte di sua moglie, nel 1970, Aragon rese pubbliche le sue preferenze omosessuali. Morì il 24 dicembre 1982, vegliato dal compagno Jean Ristat. Fu inumato nel parco del Mulino di Villeneuve, sua proprietà a Saint-Arnoult-en-Yvelines, al fianco della sua compagna Elsa Triolet.

## La politica

### Il giornalista
Louis Aragon aderì al Partito Comunista Francese nel gennaio 1927. Contrariamente alla maggior parte dei suoi amici surrealisti, che se ne distaccarono negli anni seguenti (alcuni per ritornarvi più tardi, come Paul Éluard), egli restò fedele a questo impegno fino alla morte. Tra le sue attività militanti, il giornalismo e la direzione di giornali collocarono Aragon nella realtà del suo secolo. Lavorò a «L'Humanité» nel 1933, per la rubrica di cronaca. Con Paul Nizan, nel frattempo, fu segretario di redazione della rivista Commune, stampata dall'"Association des écrivains et artistes révolutionnaires". Dal 1937 entrò nel comitato di direzione, a fianco di André Gide, Romain Rolland, Henri Barbusse e Paul Vaillant-Couturier. Il programma della rivista è la difesa della cultura da ogni fascismo. Nel 1938 vi introduce in direzione un giovane scrittore, Jacques Decour, che verrà poi fucilato dai nazisti.
Intanto Aragon venne chiamato dal suo Partito a dirigere il nuovo quotidiano serale Ce Soir, che egli lanciò nel 1937. Condivise la direzione del giornale, che tentava di mettersi in concorrenza con Paris Soir, con lo scrittore Jean-Richard Bloch. La sua attività era intensa, conducendo, contemporaneamente a questo compito, la scrittura romanzesca e la partecipazione all'ampio movimento degli intellettuali contro il fascismo e per il sostegno ai repubblicani spagnoli. Ce Soir, proibito nel 1939, rinacque alla Liberazione. Aragon riprese la direzione del quotidiano, insieme con Jean-Richard Bloch, poi da solo dopo la morte di quest'ultimo avvenuta nel 1947. Il giornale cessò le pubblicazioni nel 1953. Aragon divenne direttore dell'organo di stampa letteraria Les Lettres françaises. Da questa posizione condusse, a partire dall'inizio degli anni sessanta, una battaglia sempre più aperta contro lo stalinismo e i suoi strascichi in Unione Sovietica e nei paesi dell'Est. Fece conoscere scrittori come Aleksandr Solženicyn o Milan Kundera. Les Lettres françaises, in perdita, venne privata del sostegno finanziario del Partito Comunista e dovette chiudere nel 1972.

### L'intellettuale impegnato
Nel 1950 Louis Aragon, su richiesta di Maurice Thorez, venne eletto al Comitato centrale del Partito Comunista Francese. Prese parte, con l'autorità conferitagli da questa funzione, ai diversi dibattiti ideologici che scossero il suo partito dopo la morte di Stalin e, più ancora, dopo il XX congresso del PCUS del 1956. Nel corso degli anni le sue posizioni subirono un'evoluzione, per sfociare in una condanna vivissima delle pratiche autoritarie del comunismo sovietico. Aprì il suo giornale ai dissidenti, trovò riprovevole il processo contro gli intellettuali, in particolare nel 1966 in occasione del processo degli scrittori Andrej Donatovič Sinjavskij e Julij Markovič Daniėl', arrestati dal KGB. Nel maggio 1968 testimoniò una forte simpatia per il movimento studentesco. Nello stesso anno, a proposito della Primavera di Praga, prese ancora posizione contraria al PCUS e scrisse la prefazione alla traduzione francese de Lo scherzo di Milan Kundera. Era sempre «ufficialmente» membro del Comitato centrale del PCF quando morì, nel 1982.
Aragon venne insignito del Premio Lenin per la pace nel 1956.

## La letteratura
Firmò un'opera poetica plurale, nella quale la prosa rivaleggia con la poesia su forma metrica fissa, che egli rinnovò. La sua opera romanzesca amalgama i modi di produzione del suo secolo (che egli in parte inventa): romanzo surrealista, realista, poi Nouveau roman.
Tante sue poesie sono state messe in musica da autori famosi quali Georges Brassens, Jean Ferrat, Léo Ferré, Serge Reggiani. Alcune, tradotte in italiano, sono state cantate anche da autori italiani. Aimer à perdre la raison è forse una delle poesie tradotte in musica che ha avuto maggior successo.

## Opere

### Romanzi e racconti
- Anicet ou le panorama, 1921
- Les aventures de Télémaque, 1922
- Le libertinage, 1924
- Il paesano di Parigi (Le paysan de Paris, 1926), trad. di Paolo Caruso, Il Saggiatore, Milano, 1960, nuova ed., a cura di Franco Rella, 1982
- Le con d'Irene, 1927 (con lo pseudonimo non riconosciuto dall'autore di Albert de Routisie), trad. di Lucia Omacini, Serra e Riva, Milano, 1982; trad. di Franco Montesanti, Guanda, Parma, 1988; trad. di Valentino De Carlo, Il sesso di Irène, La Spiga, Vimercate, 1993; come Le con d'Irene, trad. di V. De Carlo, Sonzogno, Milano, 1994; trad. di Adriano Spatola, ES, Milano, 1995.
- Le campane di Basilea (Les cloches de Bâle, 1934), trad. di Gigliola Pasquinelli, Einaudi, Torino, 1959; Mondadori, Milano, 1962. (ciclo "Le Monde réel")
- Les beaux quartiers, 1936 (ciclo "Le Monde réel"), Premio Renaudot
- Elsa au miroir
- I viaggiatori dell'imperiale (Les voyageurs de l'Impériale, 1942), trad. di Ettore Capriolo, Fratelli Parenti, Milano, 1961. (ciclo "Le Monde réel")
- Aurélien (Aurélien, 1944), Introduzione di Stenio Solinas, trad. di Andrea Vannicelli, Roma, GOG, 2022, ISBN 978-88-857-8861-9. (ciclo "Le Monde réel")
- Servitude et Grandeur des Français. Scènes des années terribles, 1945
- Les communistes (6 volumi), 1949-1951; riscritto nel 1966-1967 (ciclo "Le Monde réel")
- Le neveu de Monsieur Paul, 1953
- La settimana santa (La Semaine Sainte, 1958), trad. di Ettore Capriolo, Fratelli Parenti, Milano, 1959; Postfazione di Franco Cardini, Collana Il battello ebbro, Milano, Settecolori, 2022, ISBN 978-88-969-8670-7.
- J'abats mon jeu, 1959
- Histoire palallèle, 1962
- La condanna a morte (La mise à mort, 1965), trad. di Luigi Bonino Savarino, Bompiani, Milano, 1967.
- Bianca o l'oblio: romanzo (Blanche ou l'oubli, 1967), trad. di Giovanni Raboni, Mondadori, Milano, 1969.
- Henri Matisse (Henri Matisse, 1971), 2 voll., Rizzoli, Milano, 1971.
- Théâtre/Roman, 1974.
- Le Mentir-vrai, 1980.
- La défense de l'infini, 1986. (postumo)
- Les aventures de Jean-Foutre La Bite, 1986. (postumo)
- Pour expliquer ce que j'étais, 1989. (postumo)

### Poesia
- La rose et le réséda
- Feu de joie, 1919
- Le Mouvement perpétuel, 1926
- La Grande Gaîté, 1929
- Persécuté persécuteur, 1930-1931
- Hourra l'Oural, 1934
- Le Crève-Cœur, 1941
- Cantique à Elsa, 1942
- Les Yeux d'Elsa, 1942
- Brocéliande, 1942
- Le Musée Grevin, 1943 (con lo pseudonimo di François la Colère)
- La Diane Française, 1945
- En étrange pays dans mon pays lui-même, 1945
- Le Nouveau Crève-Cœur, 1948
- Le Roman inachevé, 1956
- Elsa, 1959
- Les Poètes, 1960
- Le Fou d'Elsa, 1963
- Il ne m'est Paris que d'Elsa, 1964
- Élégie à Pablo Neruda, 1966
- Les Chambres, poème du temps qui ne passe pas, 1969

Varie poesie di Aragon sono state messe in musica da Hélène Martin, Léo Ferré, Jean Ferrat e Georges Brassens e cantate dagli stessi così come da Isabelle Aubret o Marc Ogeret. Antologie italiane sono:
- L'ira e l'amore, a cura di Gilberto Finzi, Mondadori, Milano 1969, n. ed. 1999
- Poesie surrealiste e dada, a cura di Claudio Rendina, Newton Compton, Roma 1979
- Poesie d'amore, a cura di Francesco Bruno, Crocetti, Milano 1984, n. ed. 2000
- Le più belle poesie di Louis Aragon, introduzione di Tiziana Mian, trad. di Francesco Bruno, Crocetti, Milano 1993

### Saggi
- Une vague de rêves, 1924
- Traité du style, 1928, trad. di Daniela Gallingani, Trattato dello stile, Alinea, Firenze 1993
- Pour un réalisme socialiste, 1935
- L'Homme communiste, 1953
- Histoire parallele (con André Maurois, 5 voll.), tra cui:
  - Storia dell'URSS 1917-29, trad. di Liliana Magrini, Mondadori, Milano 1963
  - Storia dell'URSS dal 1929 ai giorni nostri, trad. di Liliana Magrini, Mondadori, Milano 1964
  - Conversazioni e resoconti (con André Maurois), trad. di Pietro Lazzaro e Giulia Veronesi, Mondadori, Milano 1964
- Le Yaouanc (saggio sulla pittura di Alain Le Yaouanc), 1979
- Projet d'histoire littéraire contemporaine, 1994
- Louis Aragon, Jean Paulhan, Elsa Triolet, Le temps traversé, corrispondenza 1920-64, a cura di Bernard Leuilliot, 1994
- Papiers inédits (1917-1931), 2000

### Opere complete
- Album Louis Aragon, Bibliothèque de la Pléiade, a cura di Jean Ristat, Gallimard, 1997
- Œuvres poétiques complètes, Bibliothèque de la Pléiade, a cura di Olivier Barbarant, 2 voll., Gallimard 2007
- Œuvres romanesques complètes, Bibliothèque de la Pléiade, a cura di Daniel Bougnoux, 4 voll., Gallimard 1997-2008

### Citazioni
Aragon è l'autore della famosa massima La donna è l'avvenire dell'uomo: essa proviene dalla fascetta della prima edizione di Le Fou d'Elsa, che egli ostentava come una parola d'ordine. Ne Le Fou d'Elsa si trova anche il verso seguente:
L'avvenire dell'uomo è la donna.
Nel suo articolo Prendre son bien où on le trouve ou les ennemis («Les Lettres françaises», n. 956, riportante la data dal 14 al 20 dicembre 1962), dichiarò, riferendosi alla scrittura di Le Fou d'Elsa e al mondo d'oggi:
(Trad.: V. Rota)
In un'intervista con Thérèse de Saint-Phalle, pubblicato da Le Monde il 9 novembre 1963 con il titolo "Louis Aragon commente Le Fou d'Elsa une épopée de quatre cents pages", egli disse:
(Trad.: V. Rota)
Fonte internet:  Louis Aragon Online.